# Kohlbergspitze
Die Kohlbergspitze ist ein 2202 m ü. A. hoher Gipfel des Hauptkamms (Danielkamms) der Ammergauer Alpen in Tirol, Österreich. Weniger geläufige Namen des Berges sind Zigersteinjoch, Stapferwiesjoch und Zigerstein (ebenfalls der Name eines kleinen Felsturms mit Gipfelkreuz im Südwesthang der Kohlbergspitze). Der Berg stellt mit seinen 300 Meter hohen Nordwänden und dem nach Süden ausgerichteten nur mäßig geneigten Grashang im westlichen Teil des Hauptkamms den ersten markanten Gipfel des Hauptkamms dar.

## Besteigung
Die Kohlbergspitze kann auf einem markierten Steig in drei Stunden von Bichlbach aus bestiegen werden. Der Weg führt zunächst durch den bewaldeten Südhang, später durch Latschenfelder und schließlich über einen Grashang aus südöstlicher Richtung zum Gipfel. Ein alternativer Anstieg führt in alpiner Schwierigkeit UIAA I von Westen über Schrofengelände zum höchsten Punkt.